# Víctor Hugo Monzón
Víctor Hugo Monzón   (Ciutat de Guatemala, 12 de novembre de 1957) és un exfutbolista guatemalenc de la dècada de 1980.
Fou 55 cops internacional amb la selecció de Guatemala.
Pel que fa a clubs, destacà a Aurora FC.
Un cop retirat fou entrenador a la selecció nacional.